# Émile Janvion
 (janvier 2020).
Si vous disposez d'ouvrages ou d'articles de référence ou si vous connaissez des sites web de qualité traitant du thème abordé ici, merci de compléter l'article en donnant les références utiles à sa vérifiabilité et en les liant à la section « Notes et références ».
Philippe Janvion, dit Émile Janvion, né le 10 avril 1866, à Mâcon et décédé le 15 juillet 1927 à Paris, est un éducateur libertaire, leader anarcho-syndicaliste sous la Troisième République et l'un des fondateurs de la "Confédération générale du travail" (CGT). A la veille de la Première Guerre mondiale, il évolue vers une forme de syndicalisme-nationaliste, antisémite et antimaçonnique, proche alors de l'Action française. 

## Un leader anarcho-syndicaliste (avant 1909)
Fils d'Henri Joseph Janvion, marchand mercier, et d'Eugénie Moindrot, mercière. 
En 1913 dans Terre libre, Émile Janvion raconte que, fils d’un père « franc-maçon actif » et d’une mère « catholique pratiquante », il était devenu anarchiste en assistant à une conférence de Sébastien Faure en 1894. 
Il s’engage résolument dans l’affaire Dreyfus. Dès le 29 janvier 1898, il anime une réunion publique sur ce thème à Amiens. En avril 1898, il fait partie du groupe anarchiste parti à Alger pour faire campagne contre Drumont et, en octobre 1898, il cosigne le manifeste de la Coalition révolutionnaire. Il est également rédacteur à L’Aurore de Georges Clemenceau en 1898-1899 et, à partir de février 1899, il collabore au Journal du Peuple lancé par Sébastien Faure.

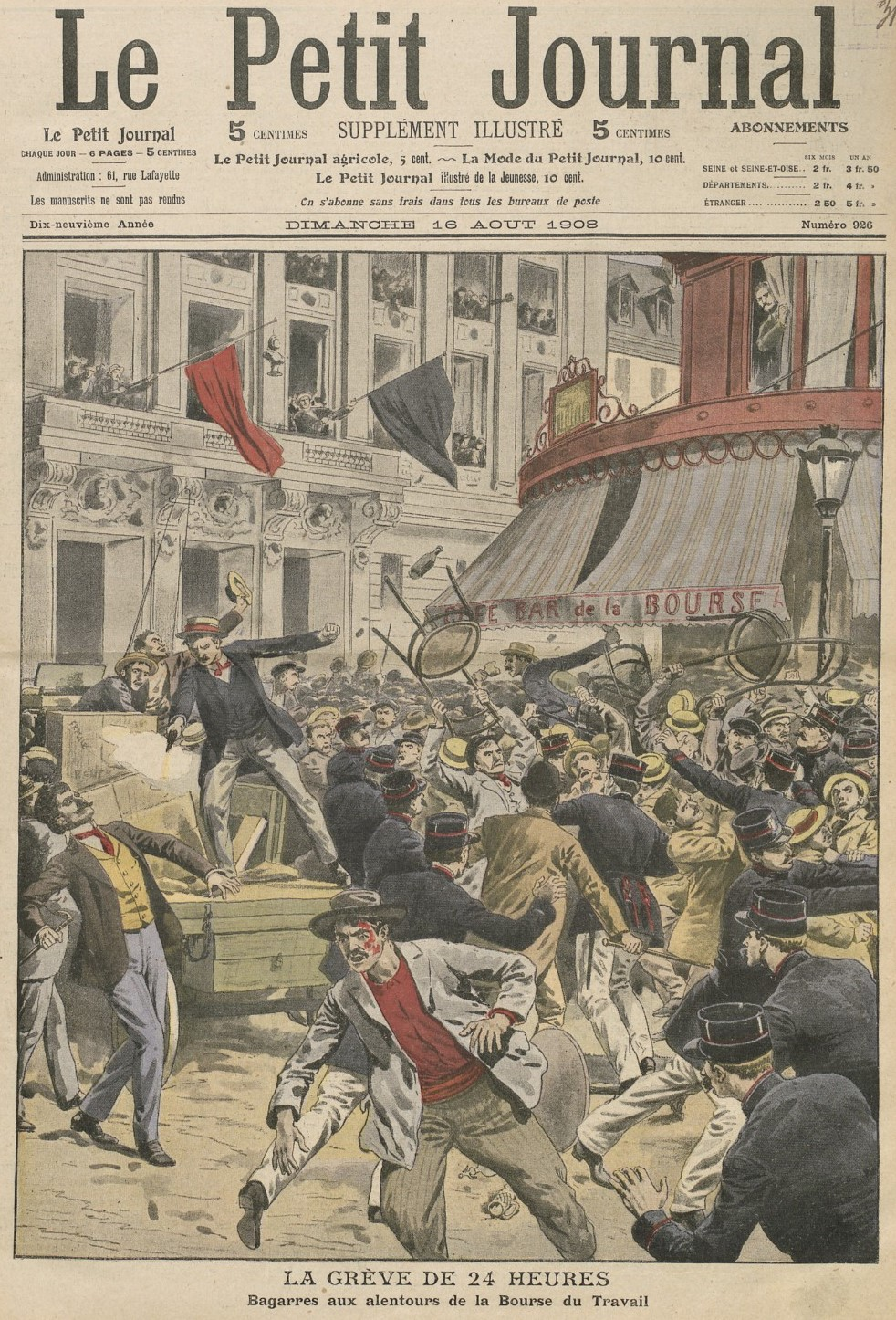
Émile Janvion pend un buste de Marianne lors d'une manifestation ouvrière le 3 août 1908.

En 1899, il fonde le premier syndicat des employés de préfecture. Il est délégué au XVe congrès national corporatif (Amiens, octobre 1906), puis au XVIe (Marseille, octobre 1908). Il est révoqué, en 1907, de son poste d'employé en raison de son action syndicale.
L'une de ses grandes ambitions sera le développement de l'enseignement libertaire. En juin 1897, admirateur des théories pédagogiques de Paul Robin, il crée avec Jean Delgavès une Ligue d'enseignement libertaire destinée à ouvrir une école libertaire mixte. Ce sera l'une des premières grandes expériences libertaire en matière d'enseignement. Faute de moyens (malgré la participation d'Émile Zola, d'Octave Mirbeau ou même du « socialiste national » (comme il se qualifiait lui-même) Maurice Barrès à la souscription ouverte), l'expérience se limitera à l'organisation de vacances libertaires pour une poignée de garçons et filles durant l'été 1898 ou 1899 et à quelques conférences et cours du soir en 1899-1900. L'école libertaire est fermée en 1901.
Émile Janvion participera à la fondation de la Ligue antimilitariste (décembre 1902) et au Congrès antimilitariste d'Amsterdam qui donne naissance à l'Association internationale antimilitariste (AIA) (en juin 1904).
Il dirige d'août 1903 à octobre 1904 la revue anarchiste L'Ennemi du Peuple à laquelle collaborent Zo d'Axa, Han Ryner, Eugène Bonaventure de Vigo dit Miguel Almereyda, Lucien Descaves, Élie Faure, Urbain Gohier et Jehan Rictus.

## De l'anarcho-syndicalisme au fascisme (1909-1927)
En 1909, Émile Janvion fonde le journal "Terre libre", « organe d’action syndicale » antirépublicain, anti-franc-maçon, antisémite et antimarxiste. Marius Riquier (l’un des fondateurs du Cercle Proudhon qui tente de rapprocher les milieux syndicaux et l'Action française) collabore à la revue. En 1910, Terre libre rallie l’Action française. En 1913, Émile Janvion et Émile Pataud sont exclus de la CGT pour antisémitisme. Janvion déclarera dans un numéro de "Terre Libre" que:
"C'est grâce à la Franc-maçonnerie que le capitalisme juif a, jusqu'ici, été ménagé et jouit, en France, d'un traitement de faveur. Car si la Maçonnerie est la République à couvert, elle est aussi le bouclier international de la Juiverie capitaliste cosmopolite."
Émile Janvion se rapproche de l'Action française qui peut laisser espérer un syndicalisme corporatif et nationaliste. Cette tentative de synthèse du nationalisme et de certaines tendances du socialisme et du syndicalisme est considéré par l'historien israélien Zeev Sternhell comme une première expression de l'idéologie fasciste.